# Festival Europeu de Cinema Independent
El Festival Europeu de Cinema Independent, ÉCU, és un esdeveniment anual cinematogràfic que té lloc al llarg de 3 dies, a París, durant la Primavera. Des que es va fundar el 2006, el seu objectiu ha estat promoure i mostrar el millor del cinema independent d'arreu del món, oferint una plataforma per cineastes emergents i experimentals per tal que puguin presentar les seves pel·lícules a una audiència global. El festival té lloc habitualment al cinema Les 7 Parnassiens de París, situat al districte 14. L'any 2020, a causa de la pandèmia del coronavirus, es va haver de celebrar de forma virtual, a través de la plataforma Vimeo.
Durant tot el festival hi ha programada una gran varietat d'activitats per a les persones assistents. El públic pot interactuar directament amb els directors per conèixer més sobre el seu treball i procés. Professionals del sector organitzen diversos tallers centrats en diferents temes. A més, s'ofereix música en directe durant tot el temps que dura el festival.
Els premis es concedixen a les millors pel·lícules independents europees en 14 categories, incloent-hi la 'Millor pel·lícula independent europea', la 'Millor pel·lícula dramàtica independent europea' i la 'Millor pel·lícula d'animació independent europea'. A més, hi ha altres categories, algunes d'elles obertes a cineastes que no són persones europees. El premi més competit i esperat és el de 'Millor direcció'. El públic pot votar per la seva pel·lícula preferida.
El festival compta amb més de 50 festivals associats, organitzacions, centres i comissions cinematogràfiques arreu del món, i organitza una gira anual anomenada ÉCU-On-The-Road. A través d'aquesta gira, els guanyadors dels premis i molts dels seleccionats oficials tenen l'oportunitat de mostrar les seves pel·lícules a un públic més ampli i global.
Sovint s'ha considerat el festival com la versió europea del Festival de Cinema de Sundance.